# Rafael Cadenas
Rafael Cadenas (ur. 8 kwietnia 1930 w Barquisimeto) – wenezuelski poeta i eseista.

## Życiorys
Cadenas opublikował swój pierwszy tomik poezji, Cantos iniciales, w 1946 roku. Po wojskowym zamachu stanu dokonanym przez Marcosa Péreza Jiméneza udał się na wygnanie do Trynidadu w latach 1952-1956. Doświadczenia tam zdobyte znalazły odzwierciedlenie w jego książkach Una Isla i Los cuadernos del destierro w 1958 i 1960 roku.
W następnych latach, oprócz tomików poezji, ukazało się kilka jego esejów o literaturze. W 1985 roku został odznaczony Premio Nacional de Literatura. W 1992 roku otrzymał Premio Pérez Bonalde. W 2007 roku brał udział w IV Festiwalu Poezji Latynoamerykańskiej w Wiedniu. W 2009 roku otrzymał meksykańską nagrodę Juana Rulfo. W 2015 roku otrzymał nagrodę García Lorca. Następnie w 2018 r. przyznano mu nagrodę Królowej Zofii, a w 2022 r. nagrodę Cervantesa.
Cadenas był w młodości komunistą. Jednak przez lata dystansował się od tej ideologii. W 2020 roku oświadczył gazecie „El País”: „problem z każdą ideologią polega na tym, że jest już zrobiona, co utrudnia swobodne myślenie”. Rząd Nicolása Maduro powstrzymał się od złożenia gratulacji Cadenasowi, gdy zdobył nagrodę Cervantesa. Cadenas oświadczył wówczas: „Nie otrzymałem gratulacji i nie oczekuję ich. Nie zgadzam się z reżimem, ale też nie uczestniczę w polityce”.

## Wybrana twórczość

### Poezja
- Cantos iniciales (1946)
- Una isla (1958)
- Los cuadernos del destierro (1960 i 2001)
- Falsas maniobras (1966)
- Intemperie (1977)
- Memorial (1977)
- Amante (1983)
- Dichos (1992)
- Gestiones (1992)
- En torno a Basho y otros asuntos (2016)
- Contestaciones (2018)

### Antologie
- Antología (1958-1993) (1996 i 1999)
- Poemas selectos (2004, 2006 i 2009)
- El taller de al lado (2005).

### Esseje
- Literatura y vida (1972)
- Apuntes sobre San Juan de la Cruz y la mística (1977 i 1995)
- Realidad y literatura (1979)
- La barbarie civilizada (1981)
- Anotaciones (1983)
- Reflexiones sobre la ciudad moderna (1983)
- En torno al lenguaje (1985)
- Sobre la enseñanza de la literatura en la Educación Media (1998)